# 마쓰다이라 나오아키라

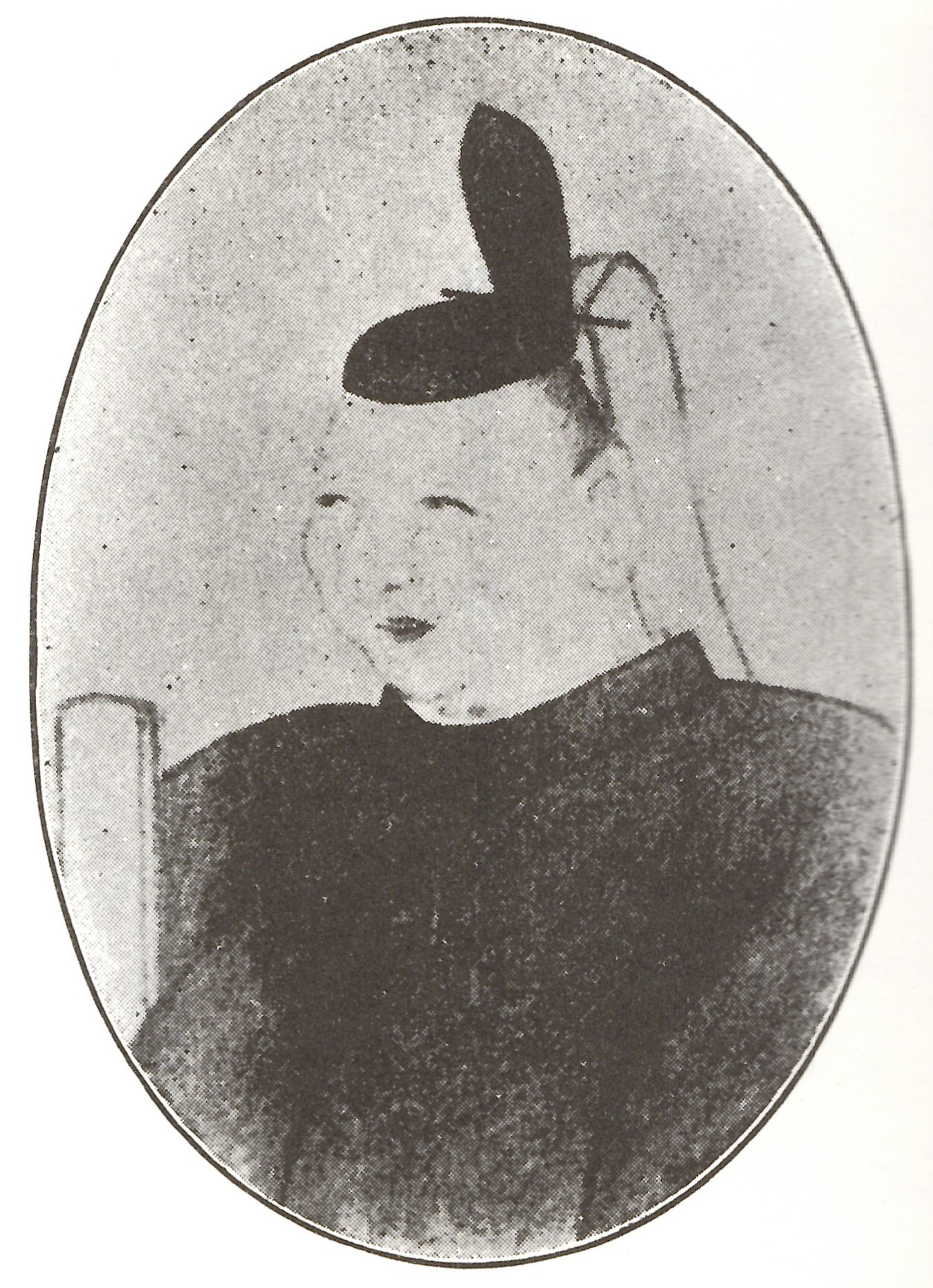
마쓰다이라 나오아키라

마쓰다이라 나오아키라(일본어: 松平直明)는 에도 시대 중기의 다이묘로서 에치젠 오노 번(越前大野藩) 제2대 번주, 하리마 아카시번(播磨明石藩) 초대 번주이다. 나오요시계 에치젠 마쓰다이라가(直良系越前松平家) 제2대 당주.
| 전임 마쓰다이라 나오요시 | 제2대 에치젠 오노 번 번주 (에치젠 마쓰다이라가, 나오요시계) 1678년 ~ 1682년 | 후임 도이 도시후사 |

| 전임 혼다 마사토시 | 제1대 아카시번 번주 (에치젠 마쓰다이라가) 1682년 ~ 1701년 | 후임 마쓰다이라 나오쓰네 |